# Draconectes
Draconectes is een monotypisch geslacht van straalvinnige vissen uit de familie van de bermpjes (Nemacheilidae).

## Soort
- Draconectes narinosus Kottelat, 2012